# 中心街站
中心街站（英語：Centre Street station）是美國馬里蘭州巴爾的摩輕軌的車站之一，三條路線的班車皆有停靠。本站目前無免費停車場，可轉乘馬里蘭交通管理局多條路線的巴士。
本站位於華特美術館附近。

## 外部連結
- Schedules
- Station from Centre Street from Google Maps Street View
- Monument Street entrance from Google Maps Street View